# Sun Eater
Sun Eater è il quarto album in studio del gruppo musicale death metal statunitense Job for a Cowboy, pubblicato nel 2014.

## Tracce
1. Eating the Visions of God – 6:30
2. Sun of Nihility – 5:33
3. The Stone Cross – 3:40
4. The Synthetic Sea – 4:50
5. A Global Shift – 3:58
6. The Celestial Antidote – 6:08
7. Encircled by Mirrors – 4:46
8. Buried Monuments – 4:56
9. Worming Nightfall – 6:20

## Formazione
- Jonny Davy - voce
- Al Glassman - chitarra
- Tony Sannicandro - chitarra, cori
- Nick Schendzielos - basso
- Danny Walker - batteria
- George Fisher - voce addizionale in The Synthetic Sea